# 巴勃罗·卡巴雷罗
巴勃罗·尼古拉斯·卡巴雷罗（Pablo Nicolás Caballero，1986年7月21日—），是一名阿根廷足球运动员，现效力于西班牙皇家足協甲組聯賽球队CD Tudelano。

## 俱乐部生涯
2007年，卡巴雷罗在阿根廷足球甲级联赛球队竞技开始职业足球生涯。2010年和2011年先后被租借到堤格雷和巴拉圭球队瓜拉尼。 2012年，卡巴雷罗转投阿根廷乙级球队布朗上将。
2013年7月23日，卡巴雷罗转会加盟中国足球超级联赛球队青岛中能。